# 柴矢裕美
柴矢 裕美（しばや ひろみ、1961年10月15日 - ）は日本の歌手、ボイストレーナー。

## 人物・来歴

### 生い立ち
昭和音楽短期大学声楽科卒業、同研究生終了。昭和音楽大学音楽学部講師（ジャズ・ポピュラー音楽）。

### 歌手として
全国漁業協同組合連合会中央シーフードセンターの委託により夫の柴矢俊彦が作曲した「おさかな天国」を歌唱。2002年にブレイクし、オリコンチャート年間42位を記録。第35回日本有線大賞新人賞受賞。

## ディスコグラフィー
| 枚  | 発売日        | タイトル                                                                   | オリコン     | 備考                             |
| --- | ------------- | -------------------------------------------------------------------------- | ------------ | -------------------------------- |
| 1st | 2002年3月20日 | おさかな天国                                                               | 3位          | 1996年に通販限定発売されていた。 |
| 2nd | 2002年5月2日  | 柴矢裕美とレッツ・シング!!～「おさかな天国」から「ニッキ・ニャッキ」まで～ | オリコン圏外 | ヒロミwithフレンズ名義。         |

## 出演

### テレビ
- 第53回NHK紅白歌合戦ゲスト - 自身の代表曲である「おさかな天国」を披露。
- ミュージックステーション (2002年4月5日)
- HEY!HEY!HEY! MUSIC CHAMP(2002)